# Saxifraga x heinrichii
Saxifraga x heinrichii es una planta herbácea de la familia de las saxifragáceas.
Es un híbrido compuesto por las especies Saxifraga aretioides  y Saxifraga stribrnyi.

## Taxonomía
Saxifraga x heinrichii fue descrita por Franz Sündermann y publicado en Allg. Bot. Z. Syst. 21: 113 1915.
Etimología
Saxifraga: nombre genérico que viene del latín saxum, ("piedra") y frangere, ("romper, quebrar"). Estas plantas se llaman así por su capacidad, según los antiguos, de romper las piedras con sus fuertes raíces. Así lo afirmaba Plinio, por ejemplo.
heinrichii: epíteto
Cultivares
- Saxifraga x heinrichii 'Ernst Heinrich'